# Aerobryopsis leptosigmata
Aerobryopsis leptosigmata là một loài Rêu trong họ Meteoriaceae. Loài này được (Müll. Hal. ex Broth. & Geh.) M. Fleisch. miêu tả khoa học đầu tiên năm 1905.